# Skurken i Muminhuset
Skurken i Muminhuset är en bilderbok av Tove Jansson, illustrerad med fotografier av hennes bror Per Olov Jansson. Boken publicerades för första gången 1980. Boken är den fjärde bilderboken om Mumintrollet och hans familj och vänner i Mumindalen; den är den enda av Janssons Muminböcker som inte är illustrerad med hennes egna bilder.
Den två meter höga modellen av Muminhuset som är grunden för boken tillverkades av Tove Janssons sambo Tuulikki Pietilä och Pentti Eistola med hjälp av Tove Jansson. Hans Kling och Tove Jansson gjorde Muminfigurerna. Arbetet gjordes under 1970-talet och huset ställdes ut för första gången 1979 i Bratislava.  Eistola hade redan 1958 gjort en första, mindre modell av Muminhuset. Huset finns sen 2012 i Muminmuseet.